# Зубчатоклювые куропатки
Зубчатоклювые куропатки (лат. Odontophoridae), или древесные куры, — семейство птиц из отряда курообразных (Galliformes), которые водятся в Америке; заменяют собой в Новом Свете куропаток Старого Света.
Своим названием зубчатоклювые куропатки обязаны крепкому и изобилующему зубцами клюву. Представители семейства — средней величины или мелкие пёстро окрашенные птицы, вполне напоминающие формой своего тела куропаток, а по образу жизни занимающие среднее место между ними и тетеревиными.

## Внешний вид
У древесных кур ноздри прикрыты голой чешуйкой, а цевка покрыта щитками. В отличие от куропатковых подклювье древесных кур снабжено с каждой стороны двумя зубцами. По размеру зубчатоклювые куропатки превосходят куропаток в Старом Свете, а их оперение окрашено в более яркие цвета.

## Распространение
Зубчатоклювые куропатки распространены исключительно в Новом Свете. Их ареал тянется от Канады до северо-востока Аргентины. Из 31 вида семейства лишь шесть распространены на североамериканском континенте.

## Размножение
Они ведут моногамный образ жизни, а свои гнёзда сооружают в густых зарослях. В одной кладке находятся, как правило, от двенадцати до пятнадцати яиц.

## Классификация

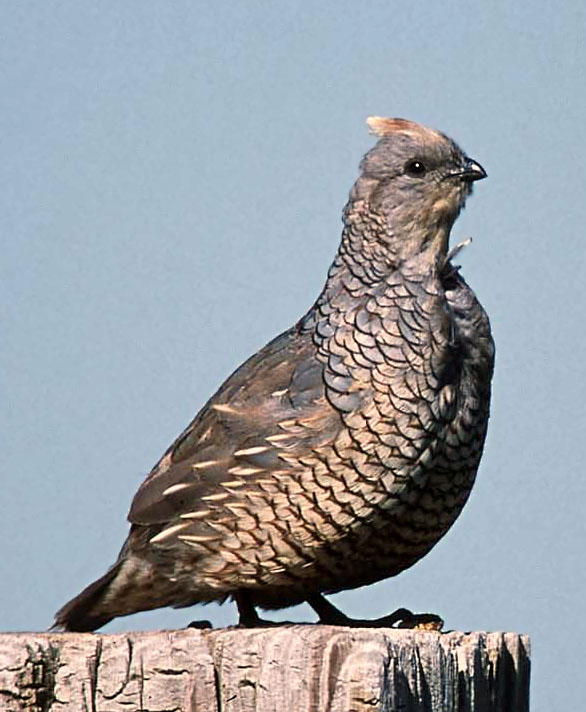
Чешуйчатый перепел (Callipepla squamata)

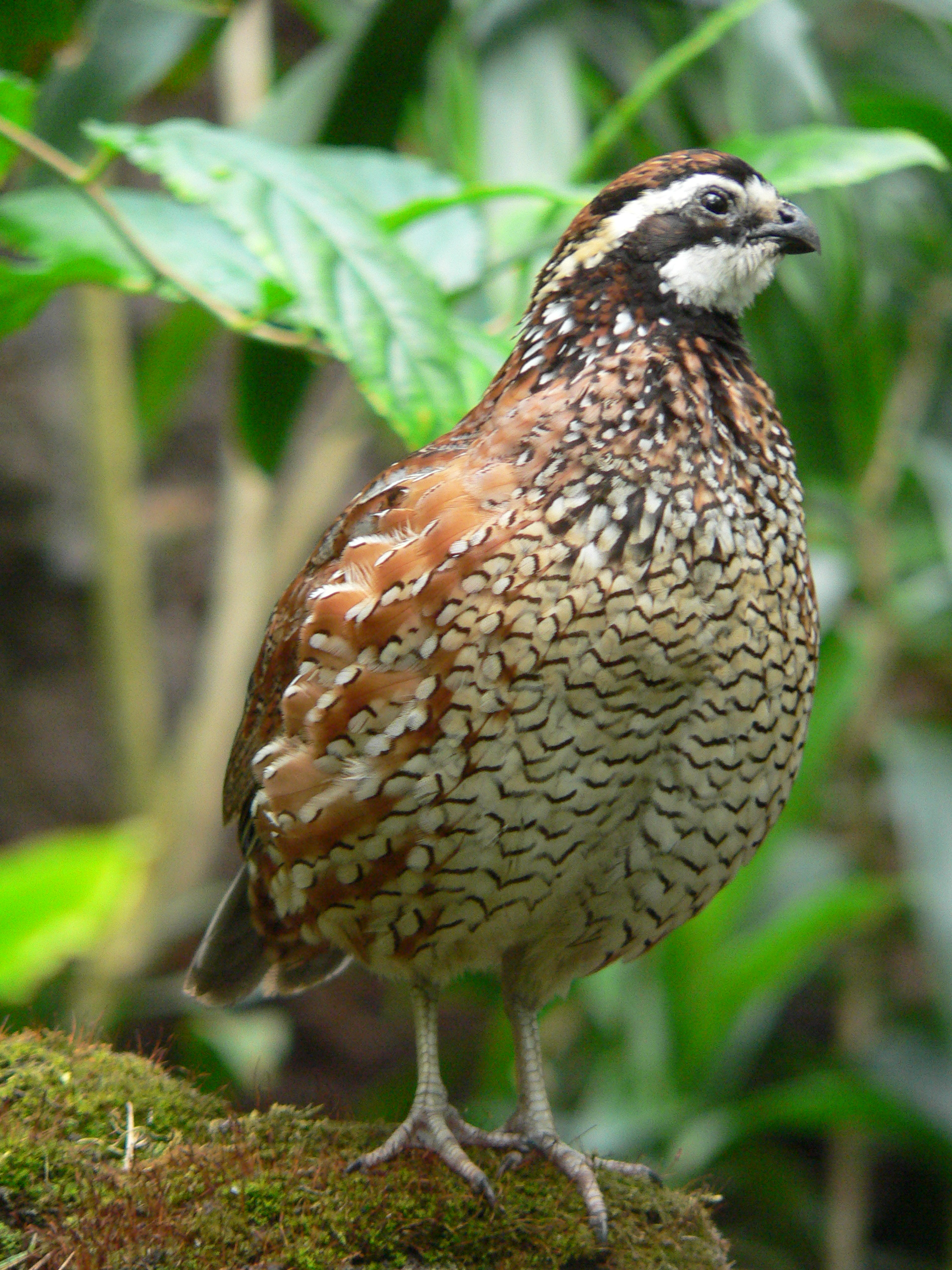
Виргинская американская куропатка (Colinus virginianus)

Ранее зубчатоклювые куропатки выделялись в подсемейство (лат. Odontophorinae), к которому причисляли около 50 видов. Согласно современной классификации, в семейство входят десять родов и 34 вида:
- Род Ptilopachus
  - Ptilopachus petrosus
  - Ptilopachus nahani
- Род Лесные куропатки (Dendrortyx)
  - Гватемальская лесная куропатка (Dendrortyx leucophrys)
  - Длиннохвостая лесная куропатка (Dendrortyx macroura)
  - Бородатая лесная куропатка (Dendrortyx barbatus)
- Род Горные перепела (Oreortyx)
  - Калифорнийский горный перепел (Oreortyx pictus)
- Род Чешуйчатые перепела (Callipepla)
  - Чешуйчатый перепел (Callipepla squamata)
  - Дугласов хохлатый перепел (Callipepla douglasii)
  - Калифорнийский хохлатый перепел (Callipepla californica)
  - Шлемоносный хохлатый перепел (Callipepla gambelii)
- Род Полосатые перепела (Philortyx)
  - Полосатый перепел (Philortyx fasciatus)
- Род Американские куропатки (Colinus)
  - Виргинская американская куропатка (Colinus virginianus)
  - Черногорлая американская куропатка (Colinus nigrogularis)
  - Белогрудая американская куропатка (Colinus leucopogon)
  - Хохлатая американская куропатка (Colinus cristatus)
- Род Лесные перепела (Odontophorus)
  - Мраморный лесной перепел (Odontophorus gujanensis)
  - Пестрокрылый лесной перепел (Odontophorus capueira)
  - Черноухий лесной перепел (Odontophorus melanotis)
  - Краснолобый лесной перепел (Odontophorus erythrops)
  - Чернолобый лесной перепел (Odontophorus atrifrons)
  - Каштановый лесной перепел (Odontophorus hyperythrus)
  - Черноспинный лесной перепел (Odontophorus melanonotus)
  - Красногрудый лесной перепел (Odontophorus speciosus)
  - Черношапочный лесной перепел (Odontophorus dialeucos)
  - Воротничковый лесной перепел (Odontophorus strophium)
  - Венесуэльский лесной перепел (Odontophorus columbianus)
  - Белогорлый лесной перепел (Odontophorus leucolaemus)
  - Пестролицый лесной перепел (Odontophorus balliviani)
  - Звездчатый лесной перепел (Odontophorus stellatus)
  - Хохлатый лесной перепел (Odontophorus guttatus)
- Род Длиннопалые перепела (Dactylortyx)
  - Длиннопалый перепел (Dactylortyx thoracicus)
- Род Плачущие перепела (Cyrtonyx)
  - Плачущий перепел Монтезумы (Cyrtonyx montezumae)
  - Плачущий перепел (Cyrtonyx ocellatus)
- Род Длинноногие перепела (Rhynchortyx)
  - Длинноногий перепел (Rhynchortyx cinctus)

## Генетика
Молекулярная генетика
- Депонированные нуклеотидные последовательности в базе данных EntrezNucleotide, GenBank, NCBI, США: 5040 (по состоянию на 29 июля 2015).
- Депонированные последовательности белков в базе данных EntrezProtein, GenBank, NCBI, США: 597 (по состоянию на 29 июля 2015).

Генетически наиболее изученным представителями семейства являются виргинская американская куропатка (Colinus virginianus), а также шлемоносный хохлатый перепел (Callipepla gambelii), которым, по сравнению с другими видами семейства, принадлежит бо́льшая часть депонированных последовательностей — соответственно, нуклеотидных и белковых.
Геномика
В 2014 году было проведено геномное секвенирование виргинской американской куропатки.